# Hathliodes pseudomurinus
Hathliodes pseudomurinus là một loài bọ cánh cứng trong họ Cerambycidae.